# Piloto (Lost)
Pilot (Piloto en España y Latinoamérica) es el estreno en 2 partes de la serie de televisión Lost; estos corresponden al primer y segundo episodio de la primera temporada. Fue emitido por separado el 22 de septiembre de 2004 el primero y el 29 de septiembre de 2004 el segundo. Ambas partes fueron dirigidas por JJ Abrams , quien coescribió el guion con el cocreador de la serie Damon Lindelof . Jeffrey Lieber , a quien ABC le había encargado escribir la primera versión del guion, obtuvo un crédito por la historia. Filmado en Oahu, Hawái, fue el episodio piloto más caro hasta ese momento, con un costo de entre 10 y 14 millones de dólares, en gran parte debido al gasto de compra, envío y decoración de un Lockheed 1011 fuera de servicio para representar los restos del vuelo 815. Se realizaron muchos cambios durante el proceso de casting, incluidos los actores seleccionados, el comportamiento y el destino de los personajes.
El piloto presenta a los supervivientes del vuelo 815 de Oceanic, que sufren un accidente aéreo y acaban en una isla misteriosa. Tres de los personajes, Jack Shephard (Matthew Fox), Kate Austen (Evangeline Lilly) y Charlie Pace (Dominic Monaghan), aparecen antes del accidente en flashbacks de sus experiencias en el avión cuando se rompe en el aire; Esta técnica narrativa se reutilizaría en casi todos los episodios posteriores de la serie. El piloto de Lost es uno de los pilotos de televisión más aclamados por la crítica de todos los tiempos. Ambas partes obtuvieron altas calificaciones y el episodio luego ganaría muchos premios y reconocimientos.

## Resumen

### Parte 1
Jack Shephard (Matthew Fox), quien está sentado en el asiento 23B del vuelo 815 de Oceanic, está tomando una bebida alcohólica. Está viajando desde Sídney, Australia, a Los Ángeles en los Estados Unidos. Está sentado al otro lado del pasillo de Rose (L. Scott Caldwell), una mujer cuyo marido ha ido al baño en la parte trasera del avión. Es cuando Jack empieza a hablar con ella que empiezan las turbulencias. Jack le dice a Rose que es normal, y que la acompañará hasta que su marido regrese del baño. Entonces, el avión pierde presión en la cabina y las máscaras de oxígeno caen del techo. Los pasajeros se apresuran para ponérselas lo antes posible.
Jack Shephard despierta, y se ve un ojo abierto, mientras muestra que la pupila se contrae. Las copas de los árboles de un bosque de bambú se pueden ver a través de Jack, tumbado de espaldas en la jungla. Un perro labrador color canela sale de entre los árboles. Obviamente confundido por cómo llegó allí, el hombre echa un vistazo alrededor. Ve una zapatilla blanca colgando de un árbol. Se sienta y descubre sangre en su camisa. Se levanta y comienza a correr por la jungla, llegando a una playa cubierta por los restos del avión y unos 50 supervivientes del accidente. El fuselaje del avión está aún en llamas y uno de los motores continúa funcionando, aunque su velocidad aumentaba y decrecía sin razón aparente. En la playa, Jack se mueve rápido entre los supervivientes intentando administrar auxilios médicos, identificándose como un doctor en medicina. Con la ayuda de Locke (Terry O'Quinn), levanta a un hombre con una pierna herida de debajo del fuselaje. Cuando repara en una mujer embarazada, Claire (Emilie de Ravin), quejándose de dolores de parto, llama a un superviviente cercano, Hurley (Jorge García), para que le ayude. El caos continúa y el fuselaje comienza a arder y desintegrarse. Un superviviente es absorbido por una turbina del avión, la cual explota. Jack administra RCP a Rose, con quien habló en el avión antes de estrellarse, que está inconsciente en la playa. Luego Jack coge una aguja de coser de una maleta y se mete en la jungla para examinar una herida en su costado izquierdo. Ve a una mujer joven, Kate (Evangeline Lilly), y le pide que le cosa la herida, calmándola con una historia de su primera operación quirúrgica, donde dominó su miedo en una emergencia dejando al miedo que le dominara, pero solo durante 5 segundos. De su conversación, sabremos que el avión se desintegró en el aire, con la sección de cola desprendiéndose del resto del avión. Kate asegura que lo vio todo, mientras que Jack dice que perdió el conocimiento. En la playa, Jack atiende a un superviviente, Edward Mars (Fredric Lehne), que está inconsciente y gravemente herido por un fragmento del fuselaje clavado en su torso. Kate le pregunta a Jack si cree que el hombre vivirá, y le informa que iba sentado a su lado en el vuelo. Otros supervivientes, como el padre y el hijo, Michael (Harrold Perrineau) y Walt (Malcolm David Kelley) respectivamente, se reúnen y discuten qué hacer con los cuerpos que aún están en el fuselaje. Podemos ver brevemente a Sawyer (Josh Holloway) holgazaneando despreocupado tumbado en la playa. El personaje que conocimos antes, Hurley, coge comida del avión y la distribuye, dando dos raciones a Claire. Una joven mujer, Shannon (Maggie Grace), rechaza petulantemente una barra de chocolate ofrecida por su compañero, Boone (Ian Somerhalder), alegando que ya comerá en el barco de rescate cuando llegue. Entre los supervivientes, hay un pensamiento generalizado de que pronto serán rescatados. Un personaje que se identifica como Sayid (Naveen Andrews) organiza una limpieza de la playa. Por la tarde, a la luz de una fogata, la paz de la espera es interrumpida por un terrorífico ruido que viene de la jungla, acompañado de árboles que se mueven y se rompen. La fuente de estos ruidos parece invisible, o escondida, y más tarde se referirán como "el monstruo". Al día siguiente, Rose dice que el sonido le recuerda a donde solía vivir (el Bronx, Nueva York). Al día siguiente, Jack decide que para ser rescatados, los supervivientes tendrán que enviar un mensaje de radio usando el transceptor del avión, que está en la cabina, y que se rompió en el aire (diciendo eso, Jack le revela a Kate que tomó unas cuantas lecciones de vuelo pero que no "eran para él"). Basándose en la descripción de Kate de dónde estaba el humo, se introduce en la selva acompañado por Kate, que insistió en ir, y por un personaje que conocemos como Charlie Pace (Dominic Monaghan). Mientras que los tres se alejan de la playa, son observados desde unos arbustos por el perro que vimos en la escena de entrada. Kate le dice a Charlie que le resulta familiar, y él le revela que es el bajista en una banda llamada Drive Shaft. Mientras los tres avanzan por la jungla, les sorprende una repentina tormenta. Encuentran el morro del avión, que está en un ángulo muy inclinado sobre los árboles. Los tres, encabezados por Jack, trepan por dentro del morro y escalan el suelo empinado, hasta que llegan a la puerta de la cabina. Dentro, él y Kate encuentran al piloto (Greg Grunberg), aún en su asiento, que se despierta de repente. El piloto les dice que el avión perdió contacto por radio antes del accidente, y que habían cambiado el rumbo hacia Fiyi. Ahora estaban 1000 millas fuera de ruta y por eso nadie sabía dónde estaban. El piloto encuentra el transceptor, pero no puede hacerlo funcionar.
Mientras, en la isla, durante la misma tormenta, un grupo de supervivientes se refugian en el fuselaje. La única excepción es Locke, que está sentado a solas en la playa bajo la lluvia con sus brazos extendidos en el aire, como si bendijera a la lluvia. Una joven pareja de coreanos, Jin-Soo Kwon (Daniel Dae Kim) y Sun Paik Kwon (Yunjin Kim), se refugian bajo el fuselaje. El hombre le dice a la mujer, en coreano, que se mantenga a su lado todo el rato. En la jungla, la conversación en la cabina es interrumpida por un ruido muy fuerte que viene de fuera del avión, acompañado por un sonido metálico idéntico al del "monstruo" escuchado la noche anterior en la playa. El piloto intenta investigar sacando la cabeza por una ventana rota de la cabina y desaparece. Jack coge el transceptor y él y Kate salen de la cabina muertos de miedo. Kate se percata de que Charlie ha desaparecido. De repente, sale del servicio y Kate sospecha. Mientras los tres escapan del monstruo, Charlie es casi alcanzado y Jack deja a Kate para volver a por él. Ella se calma contando hasta cinco, como Jack le sugirió. Más tarde, mientras los tres regresan a la playa, encuentran el cuerpo del piloto ensangrentado y colgando de la copa de los árboles.

### Parte 2
Jack, Kate y Charlie regresan de su expedición en busca de un transmisor y, al llegar al campamento, se dan cuenta de que Sayid y Sawyer están peleando, ya que Sawyer está acusando al iraquí de ser un terrorista, culpándolo del accidente. Sayid dice que el transmisor podría tomar señal en una parte alta de la isla, y de este modo, marcha con Kate, Charlie, Boone, Shannon y Sawyer hacia una parte más elevada. Mientras tanto, Jack en el campamento se da cuenta de que Kate era una fugitiva. La aparición de un oso polar de repente produce dudas sobre la situación de la isla.
Llegados a una parte alta de la isla, Sayid capta una señal con una grabación en francés, la cual Shannon traduce como: «Están todos muertos... los mató a todos». Y Sayid, sacando la cuenta, dice que esa grabación está realizada en la isla hace 16 años. Charlie fórmula la pregunta que todos se hacen... «¿Oigan?... ¿Dónde estamos?»

## Producción

### Concepción y escritura
La serie comenzó a desarrollarse en el verano de 2003, cuando el vicepresidente senior de ABC, Thom Sherman, decidió encargar a Spelling Television un guion basado en una idea del presidente de la cadena, Lloyd Braun, quien imaginó una serie que era un cruce entre la novela El señor de las moscas, la película Cast Away, la serie de televisión Gilligan's Island y el popular reality show Survivor. Braun había titulado su concepto Lost después de un reality show fallido que se había transmitido en 2001.  El vicepresidente de desarrollo de series de Spelling, Ted Gold, se puso en contacto con el escritor Jeffrey Lieber, y en septiembre de 2003 le presentó a ABC los conceptos de lo que llamado Nowhere. Sherman aprobó la idea y contrató a Lieber para escribir un guion, pero Braun terminó rechazando el borrador de Lieber y las reescrituras posteriores. En enero de 2004, Braun contactó a JJ Abrams, quien desarrolló la serie de televisión Alias para ABC, para escribir un nuevo guion piloto, que conservaría el título Lost.  Aunque inicialmente dudó, Abrams aceptó la idea con la condición de que la serie tuviera un ángulo sobrenatural y se le asignara un compañero de escritura. El operativo hizo que, con un precio estimado de entre 10 y 14 millones de dólares, fue el episodio piloto más caro hasta ese momento.El rodaje concluyó el 24 de abril, cumpleaños de Lindelof. 

## Recepción
El estreno mundial del episodio piloto fue el 24 de julio de 2004 en la Comic-Con de San Diego.  La parte 1 tuvo su primera transmisión en ABC el 22 de septiembre de 2004 y fue vista por 18,6 millones de espectadores, la mejor cifra para un piloto de drama de ABC desde Murder One en 1995.  La semana siguiente, la parte 2 obtuvo una puntuación de 10,5/17 según los ratings de Nielsen, visto por 17 millones de espectadores.  Ambas partes se emitieron la misma noche en su primera transmisión en el Reino Unido en el Canal 4, el 10 de agosto de 2005, y se convirtió en un éxito instantáneo. Fue el segundo programa más visto del Canal 4 esa semana, con ratings de 6,75 millones, sólo superado por Gran Hermano. 
Las críticas fueron favorables tras su lanzamiento. IGN le dio una puntuación de 10/10 y declaró que Lost "cumple todas las promesas que hace a su audiencia".  En la serie de IGN de 2008 de "Flashback Reviews", Chris Carabott de IGN cambió las puntuaciones; le dio a la parte 1 un 9,5/10 y dijo que los misterios del programa "nos mantendrían cautivados a muchos de nosotros durante los próximos cuatro años"; le dio a la parte 2 un 9/10 y dijo que "realmente es una montaña rusa de emociones y esa sensación de pavor que se instala aquí está brillantemente retratada". Entertainment Weekly le dio una 'A', indicando que incluso a los fanáticos que no son de ciencia ficción y fantasía les puede gustar, y USA Today le dio 4 estrellas alabando al elenco. The Futon Critic luego eligió el piloto como el quinto mejor episodio de televisión de 2004.  TV Guide clasificó el episodio en quinto lugar en una lista de los 100 mejores episodios de televisión de todos los tiempos.  Para su 65 aniversario, TV Guide lo eligió como el segundo mejor episodio del siglo XXI.